# Be Blues! ~Ao ni Nare~
Be Blues! ~Ao ni Nare~ (Nhât: BE BLUES!〜青になれ〜) là một bộ manga kể về bóng đá được sáng tác và vẽ bởi tác giả Motoyuki Tanaka. Đây là bộ truyện được đăng nhiều kỳ ở tạp chí Weekly Shōnen Sunday của NXB Shogakukan kể từ năm 2011, và đến nay, tính đến tháng 1 năm 2021, các chương truyện đã được tổng hợp thành 42 tập tankōbon.
Vào năm 2015, truyện giành chiến thắng ở Giải Manga Shogakukan (小学館漫画賞, Shōgakukan Mangashō) mục shōnen.

## Nhân vật
Ryū Ichijō (一条  龍 Ichijō Ryū)
Yūto Oume (青梅 優人 Oume Yūto)
Tatsuhiko Kuze (久世 立彦 Kuze Tatsuhiko)
Takumi Sakuraba (桜庭 巧美 Sakuraba Takumi)

## Giới thiệu
Ichijou Ryu là một cậu bé mang trong mình ước mơ được khoác lên mình màu áo của đội tuyển quốc gia Nhật Bản. Cùng với hai người bạn từ thuở thiếu thời của mình là cặp song sinh Yuto và Yuki, cả ba người đều hạ quyết tâm thực hiện cho bằng được mục tiêu đó của Ichijou Ryu. Trên chuyến hành trình của mình, Ichijou Ryu đã gặp phải những khó khăn nhưng cậu vẫn không nản chí mà vẫn tiếp tục bước đi. Một bộ manga cực hay về bóng đá và những nhân vật dành hết niềm đam mê vào nó.